# Haraucourt (Meurthe i Mosel·la)
Haraucourt és un municipi francès situat al departament de Meurthe i Mosel·la i a la regió del Gran Est. L'any 2007 tenia 665 habitants.

## Demografia

### Població
El 2007 la població de fet de Haraucourt era de 665 persones. Hi havia 252 famílies, de les quals 47 eren unipersonals (31 homes vivint sols i 16 dones vivint soles), 79 parelles sense fills, 118 parelles amb fills i 8 famílies monoparentals amb fills.
La població ha evolucionat segons el següent gràfic:
Habitants censats

### Habitatges
El 2007 hi havia 268 habitatges, 249 eren l'habitatge principal de la família, 1 era una segona residència i 18 estaven desocupats. 263 eren cases i 5 eren apartaments. Dels 249 habitatges principals, 232 estaven ocupats pels seus propietaris, 12 estaven llogats i ocupats pels llogaters i 6 estaven cedits a títol gratuït; 2 tenien dues cambres, 13 en tenien tres, 48 en tenien quatre i 186 en tenien cinc o més. 174 habitatges disposaven pel capbaix d'una plaça de pàrquing. A 81 habitatges hi havia un automòbil i a 141 n'hi havia dos o més.

### Piràmide de població
La piràmide de població per edats i sexe el 2009 era:
| Homes | Edats   | Dones |
| ----- | ------- | ----- |
| 0     | 95 o +  | 0     |
| 0     | 90 a 94 | 8     |
| 8     | 85 a 89 | 0     |
| 0     | 80 a 84 | 8     |
| 12    | 75 a 79 | 8     |
| 12    | 70 a 74 | 16    |
| 12    | 65 a 69 | 8     |
| 12    | 60 a 64 | 16    |
| 16    | 55 a 59 | 16    |
| 24    | 50 a 54 | 36    |
| 28    | 45 a 49 | 16    |
| 36    | 40 a 44 | 28    |
| 32    | 35 a 39 | 36    |
| 12    | 30 a 34 | 4     |
| 16    | 25 a 29 | 16    |
| 4     | 20 a 24 | 12    |
| 32    | 15 a 19 | 40    |
| 28    | 10 a 14 | 40    |
| 20    | 5 a 9   | 24    |
| 20    | 0 a 4   | 4     |

## Economia
El 2007 la població en edat de treballar era de 453 persones, 340 eren actives i 113 eren inactives. De les 340 persones actives 320 estaven ocupades (166 homes i 154 dones) i 20 estaven aturades (10 homes i 10 dones). De les 113 persones inactives 43 estaven jubilades, 47 estaven estudiant i 23 estaven classificades com a «altres inactius».

### Ingressos
El 2009 a Haraucourt hi havia 260 unitats fiscals que integraven 674,5 persones, la mediana anual d'ingressos fiscals per persona era de 20.616 €.

### Activitats econòmiques
Dels 10 establiments que hi havia el 2007, 1 era d'una empresa extractiva, 3 d'empreses de construcció, 2 d'empreses de comerç i reparació d'automòbils, 1 d'una empresa de transport, 1 d'una empresa d'informació i comunicació, 1 d'una empresa de serveis i 1 d'una entitat de l'administració pública.
Dels 3 establiments de servei als particulars que hi havia el 2009, 1 era un taller de reparació d'automòbils i de material agrícola, 1 fusteria i 1 electricista.
L'únic establiment comercial que hi havia el 2009 era una botiga d'equipament de la llar.
L'any 2000 a Haraucourt hi havia 12 explotacions agrícoles que ocupaven un total de 910 hectàrees.

## Equipaments sanitaris i escolars
El 2009 hi havia una escola elemental.

## Poblacions més properes
El següent diagrama mostra les poblacions més properes.